# همیشه با تو
همیشه با تو (عربی: دايما معاك) فیلمی در ژانر کمدی رمانتیک و موزیکال به کارگردانی هنری برکات است که در سال ۱۹۵۴ منتشر شد. از بازیگران آن می‌توان به محمد فوزی اشاره کرد.